# Christian Lehmann (Linguist)
Christian Lehmann (* 8. November 1948 in Rittmarshausen) ist ein deutscher Sprachwissenschaftler. Er war bis zu seiner Pensionierung im Jahr 2014 Professor für Allgemeine und Vergleichende Sprachwissenschaft an der Universität Erfurt.

## Lebenslauf
Christian Lehmann wurde in Rittmarshausen im Landkreis Göttingen geboren. Nach dem Schulbesuch studierte er von 1967 bis 1972 an den Universitäten Göttingen und Köln Allgemeine und Vergleichende Sprachwissenschaft sowie Klassische Philologie. Nach dem Magisterabschluss 1972 und einer schon kurz darauf folgenden Promotion mit einer Arbeit über lateinische Konditionalsätze bei Hansjakob Seiler in Köln war er Mitarbeiter an einem DFG-Projekt von 1973 bis 1981 und hatte (teils zeitgleich) von 1975 bis 1977 eine Professur für Sprachwissenschaft an der Universität Pontifícia Universidade Católica do Rio Grande do Sul in Porto Alegre in Brasilien inne. Lehmann habilitierte sich 1980 an der Universität Köln mit der  typologischen Studie zum Relativsatz, die 1984 unter dem Titel Der Relativsatz. Typologie seiner Strukturen – Theorie seiner Funktionen – Kompendium seiner Grammatik veröffentlicht wurde.
Nachdem Lehmann von 1981 bis 1984 Heisenberg-Stipendiat gewesen war, wurde er 1984 als Professor für Linguistik an die Universität Bielefeld berufen. Trotz eines weiteren Rufes nach Kiel, den er ablehnte, blieb Lehmann dort bis zum Jahr 1999, als er einem Ruf an die Universität Erfurt als Professor für Allgemeine und Vergleichende Sprachwissenschaft folgte.
Zu seinem 60. Geburtstag am 8. November 2008 erschien eine Festschrift mit dem Titel Studies on grammaticalization. 2009 folgte, mit leichter Verzögerung, eine weitere Festschrift mit dem Titel Form and Function in Language Research, in der der Beitrag von Christian Lehmann im Bereich der Sprachwissenschaft wie folgt gewürdigt wurde:

Christian Lehmann is one of the leading linguists of our times and was enormously influential in many areas of linguistic research, in particular in linguistic typology and language theory. His ideas on syntactic categories and relations, agreement, relative clauses, clause linkage, lexical typology, predicate classes, adpositions, possession, semantic roles, and many other issues more all left their traces in the nineteen articles of this volume.

„Christian Lehmann ist einer der führenden Linguisten unserer Zeit und hatte enormen Einfluss auf viele Bereiche der Sprachforschung, insbesondere in der linguistischen Typologie und Sprachtheorie. Seine Ideen zu syntaktischen Kategorien und Beziehungen, Übereinstimmung, Relativsätzen, Klauselverknüpfung, lexikalischer Typologie, Prädikatsklassen, Adpositionen, Besitz, semantischen Rollen und vielen anderen Themen hinterließen ihre Spuren in den neunzehn Artikeln dieses Bandes.“

## Forschungsschwerpunkte
- Sprachtypologie
- Sprachtheorie
- Yukatekisch
- Kanakanavu
- allgemein-vergleichende Grammatik[8][9]

## Auszeichnungen und Mitgliedschaften
Lehmann erhielt 1983 den Heinz Maier-Leibnitz-Preis der Deutschen Forschungsgemeinschaft. Seit 1989 ist Lehmann Ordentliches und später Korrespondierendes Mitglied der Nordrhein-Westfälischen Akademie der Wissenschaften, seit 2001 Ordentliches Mitglied der Geisteswissenschaftlichen Klasse der Akademie gemeinnütziger Wissenschaften zu Erfurt und seit 2010 der Academia Europaea.

## Forschungsprojekte
Lehmann erforscht unterschiedliche Sprachen und deren Struktur. So hat er sich  mit der mittelamerikanischen Indiosprache Yukatekisch beschäftigt, welcher das von 1995 bis 2002 durchgeführte Projekt Typologie des Yukatekischen und das 2007 begonnene Forschungsvorhaben La lengua maya de Yucatán gilt. Im Zusammenhang damit steht das allgemeinere Programm Lenguas indígenas de la Baja Centroamérica, das Lehmann zusammen mit Juan Diego Quesada von der Universidad Nacional de Costa Rica in Heredia durchführt. Seit 2012 beschäftigt er sich mit der Beschreibung und Dokumentation der Kanakanavu Sprache (einer indigenen Sprache, welche in Costa Rica gesprochen wird).
Dabei verwendet Lehmann den Ansatz des UNITYP, der beim Beschreiben sprachlicher Strukturen (z. B. Genitivkonstruktionen) von kognitiven Strukturen oder Dimensionen (etwa Possession, Apprehension) ausgeht. Dieser kognitiv-kommunikative Ansatz hat gegenüber strukturellen Herangehensweisen den Vorteil, dass die Fülle morphosyntaktischer Konstruktionen berücksichtigt wird und nicht bei einem bestimmten Konstruktionstyp zu enge morphosyntaktische Definitionen manche Sprache, die ihn in ganz anderer Form hat, ausschließen. Gut ist dies am ersten Teil eines Kongressbeitrages über Latin causativization in typological perspective zu erkennen. Dort entwickelt Lehmann den Begriff Causativization aus der kognitiven Struktur der Partizipation, ehe er die Strategies of causativization, d. h. die morphosyntaktischen Formen, erörtert. Traditionelle Sprachvergleiche würden umgekehrt vorgehen und bei der morphosyntaktischen Oberfläche beginnen, dann aber Gefahr laufen, viele ganz andere Realisierungen des kognitiven Typs nicht zu erfassen. Im Rahmen des Kölner Projektes hat Lehmann an Determination (akup, 17) und an Rektion und syntaktische(n) Relationen (akup, 45) gearbeitet und theoretisch u. a. Thoughts on grammaticalization (akup, 48) geäußert. Dabei wendet er diesen typologischen Ansatz auch auf andere Bereiche wie die lateinische Linguistik an.
Einflussreiche Arbeiten verfasste Lehmann über Grammatikalisierung – sowohl das Buch (zuerst als graue Literatur 1982, jüngste Auflage online 2002) als auch dessen Kondensierung in dem Aufsatz von 1985. Besonders die sechs Parameter, mit denen sich der relative Grad der Grammatikalisierung von Konstruktionen bestimmen lässt, werden immer wieder in Analysen angewandt.

## Schriften
- Latein mit abstrakten Strukturen (= Structura. Band 7). W. Fink, München 1973.
- Latin preverbs and cases. Proceedings of the 1st International Colloquium on Latin Linguistics. In: Latin linguistics and linguistic theory. J. Benjamins, Amsterdam/Philadelphia 1983, S. 145–161 (englisch).
- Der Relativsatz. Typologie seiner Strukturen – Theorie seiner Funktionen – Kompendium seiner Grammatik (= Language Universals Series. Band 3). Gunter Narr, Tübingen 1984, ISBN 3-87808-982-1 (zugleich: Universität Köln, Habilitationsschrift, 1979).
- Grammaticalization. Synchronic variation and diachronic change. In: Lingua e Stile. Band 20, 1985, S. 303–318 (englisch).
- Towards a typology of clause linkage. In: J. Haiman, S. A. Thompson (Hrsg.): Clause combining in grammar and discourse. J. Benjamins, Amsterdam/Philadelphia 1988, S. 181–225 (englisch).
- Latin valency in typological perspective. In: A. M. Bolkestein u. a. (Hrsg.): Theory and description in Latin linguistics. Selected papers from the XIth Colloquium on Latin linguistics. Amsterdam 2002, S. 183–203 (englisch).
- Thoughts on grammaticalization (= Arbeitspapiere des Seminars für Sprachwissenschaft der Universität Erfurt. Band 9). 2. Auflage. Seminar für Sprachwissenschaft der Universität, Erfurt 2002 (englisch, christianlehmann.eu [PDF]).